# Beth Wood
Beth Ann Wood (* 22. April 1954) ist eine US-amerikanische Politikerin (Demokratische Partei).

## Werdegang
Beth Ann Wood half in ihrer Jugend auf der Familienfarm, wie viele andere in North Carolina. Ihre Familie baute Tabak in der Nähe von Cove City (Craven County) an. Nach ihrem Abschluss am Community College arbeitete sie als Zahnarzthelferin – eine Tätigkeit, welche sie mehrere Jahre lang ausübte. Wood besuchte vier Jahre lang die East Carolina University, wo sie am Ende einen Bachelor in Rechnungswesen erwarb. 1987 wurde sie Wirtschaftsprüferin. Im Laufe der Jahre arbeitete sie dann für verschiedene Unternehmen. Sie war Buchhalterin für Rayovac, Wirtschaftsprüferin für McGladrey & Pullen und Leiterin einer Finanzabteilung bei einem Möbelunternehmen in North Carolina.
Bei den Wahlen im Jahr 2008 wurde sie zum State Auditor von North Carolina gewählt. Sie wurde zweimal wiedergewählt, 2012 und 2016. Sie ist die erste Frau, welche dieses Amt bekleidet. Ihre erste vierjährige Amtszeit trat sie im Januar 2009 an. Davor war sie etwa zehn Jahre lang in der Behörde vom State Auditor und im North Carolina Department of State Treasurer tätig. Während dieser Zeit war sie maßgeblich daran beteiligt die Compliance Supplements von North Carolina in Einklang mit den Bundesstandards zu bringen, um wie vorgesehen die Bundeszuschüsse zu verwenden. Wood nahm eine führende Rolle bei der Neugestaltung des Ausbildungsprogramms in der Behörde vom State Auditor ein, um die Ausbildung für die Arbeit von State Auditors sachdienlicher zu machen. Darüber hinaus half sie Mitarbeiterbeurteilungen zu entwickeln, welche Arbeitsleistungen von Mitarbeitern in der Behörde des State Auditors besser widerspiegeln.
Wood unterrichtete eine Vielzahl von Fachkursen am American Institute of Certified Public Accountants (AICPA) und dem North Carolina Association of Certified Public Accountants (NCACPA). Sie hat sowohl Wirtschaftsprüfer im Bundesstaat North Carolina als auch in den restlichen Vereinigten Staaten unterrichtet, wie Regierungsorganisationen zu auditiren sind, einschließlich des Konzepts der risikobasierten Auditierung. Daneben saß sie auch im AICPA Steering Committee während der jährlich stattfindenden Government and Not for Profit Conference.
Wood ist verheiratet und hat keine Kinder.